# Polysarca violacea
Polysarca violacea är en tvåvingeart som beskrevs av Ignaz Rudolph Schiner 1867. Polysarca violacea ingår i släktet Polysarca och familjen rovflugor. Inga underarter finns listade i Catalogue of Life.